# Крейсера проекта 58
Ракетные крейсера проекта 58, известные также как тип «Грозный» (обозначение НАТО — Kynda class) — тип ракетных крейсеров Военно-морского флота ВС Союза ССР.
Первые советские ракетные крейсера с противокорабельным ракетным вооружением. В ходе строительства классифицировались как эсминцы. Всего построено 4 единицы: «Грозный», «Адмирал Фокин», «Адмирал Головко», «Варяг». Все корабли этого типа были исключены из состава ВМФ ВС Союза и России в 1990—2002 годах.

## История создания
Появление в ВМФ СССР ракетных крейсеров проекта 58 было обусловлено стремлением советского военно-морского руководства найти асимметричные способы борьбы с многократно превосходящими советский флот ВМС стран НАТО. Не имея возможности создать сравнимые по корабельному составу силы, советские адмиралы желали достичь успеха за счёт новейших технических достижений, прежде всего в области ядерной энергетики и управляемого ракетного оружия. Особые надежды возлагались на ракеты, которые должны были компенсировать отсутствие у флота палубной авиации, что ограничивало его ударные возможности радиусом действия самолётов берегового базирования. В то же время у вероятного противника имелось достаточное количество целей для нового оружия и прежде всего — авианосные и амфибийные соединения.
Работы по созданию нового проекта начались в 1956 году. 6 декабря 1956 года Главнокомандующий ВМФ СССР С. Г. Горшков утвердил тактико-техническое задание на эсминец с управляемым реактивным оружием. Несколько ранее, в октябре того же года были выданы задания на разработку ЗРК «Волна» и ПКРК П-35, которые должны были стать основным вооружением новых кораблей. Разработка эсминца проекта 58 была поручена ЦКБ-53, а главным конструктором проекта 58 был назначен В. А. Никитин. Эскизный проект эсминца был рассмотрен в сентябре 1957 года, после чего Управление кораблестроения ВМФ выдало заказ на разработку технического проекта, который был подготовлен к марту 1958 года.
В ходе постройки первых кораблей проекта они именовались в документах ВМФ «кораблями с реактивным вооружением». Такая неопределённая формулировка была связана как с неясностью классификации нового проекта, так и с негативным отношением военно-политического руководства страны к крупным кораблям, особенно крейсерам. Тем не менее, начиная с 1960 года, в различных инстанциях флота обсуждался вопрос о несоответствии тактических задач и вооружения проекта 58 классу эскадренных миноносцев. Вопрос об окончательной классификации проекта 58 решился 22 июля 1962 года в ходе визита Н. С. Хрущева на «Грозный», который выполнил успешные ракетные стрельбы на глазах у советского лидера. Официальное решение о классификации кораблей проекта 58 как ракетных крейсеров было объявлено 4 ноября 1962 года.
Первоначальными планами предусматривалось построить 16 крейсеров проекта 58, но фактически построили только 4, по одному на каждый из флотов ВМФ СССР. Подобное изменение планов было вызвано, в большей степени, повышением приоритетности противолодочного направления в развитии советского надводного кораблестроения, а также субъективными причинами.

## Конструкция

### Корпус и архитектура
При разработке корпуса нового корабля за основу был взят теоретический чертеж эсминца проекта 56, как успешно прошедший испытания морем. Вследствие такого подхода чертёж корпуса был отработан ещё на стадии эскизного проектирования. Корпус имел удлинённый полубак, хотя для лучшей мореходности было бы желательно принять гладкопалубную схему. В носовой части имелся плавный подъём. Несмотря на вынужденные решения, мореходные качества проекта 58 оказались хорошими и превосходили таковые у проекта 56. По оценке американских специалистов, мореходные качества советских кораблей, обводы которых создавались на основе корпуса проекта 56, превосходили американские корабли аналогичного водоизмещения. Корпус выполнялся из стали марки СХЛ-4, набирался по продольной системе и разделялся на 17 водонепроницаемых отсеков. На всём протяжении корпуса имелось двойное дно.
Необходимость размещения большого количество антенн и постов управления вынудила прибегнуть к новому подходу в формировании надстроек. Они были необычайно развиты в сравнении с кораблями предшествующих проектов, что вызывало опасения за остойчивость корабля. Поэтому основным материалом для надстроек стали алюминиево-магниевые сплавы марок AMr-5B и 6T. При этом сомнения в пожаростойкости алюминиево-магниевых конструкций высказывались ещё на стадии проектирования, но остались без ответа. Следует заметить, что такие сплавы активно применялись и в зарубежном военном кораблестроении и эта тенденция начала сворачиваться лишь после Фолклендского военного конфликта, в ходе которого выявилась неудовлетворительная живучесть кораблей с большой долей таких материалов в конструкции.
Сталь применялась в конструкциях надстроек весьма ограниченно. Благодаря такому решению удалось значительно снизить верхний вес, хотя парусность корабля всё равно считалась чрезмерной. Характерной особенностью крейсеров проекта 58 стали пирамидальные мачты, на которых размещались антенны многочисленных РЛС. Это решение впоследствии было повторено на многих проектах советских кораблей.

### Энергетическая установка
Энергетическая установка была котлотурбинной и размещалась по эшелонному принципу в двух машинно-котельных отделениях. На крейсерах проекта 58 впервые в отечественном флоте применили высоконапорные котлы с турбокомпрессорным наддувом воздуха типа КВН-95/64. Новые котлы позволили вдвое увеличить напряжение топочного объёма, снизить удельный вес на 30 % и повысить КПД на полном ходу на 10 % по сравнению с котлами предшествующих типов. При этом КПД на малых и средних ходах несколько снизился. Кроме того, температуру отходящих газов удалось понизить на 60 %.
В качестве главных турбозубчатых агрегатов (ГТЗА) на крейсерах применили паровые турбины типа ТВ-12. От ранее применявшихся на эсминцах турбин ТВ-8 они отличались большей на 25 % мощностью, меньшим на 35 % удельным весом, КПД большим на 2-4 % на разных режимах при одинаковых габаритах. Управление всеми механизмами могло осуществляться как с местных постов, так и дистанционно, из герметических кабин.
Электроэнергией корабль обеспечивали две электростанции в составе двух турбогенераторов ТД-750, мощностью 750 кВт и двух дизель-генераторов ДГ-500 мощностью по 500 кВт. Они вырабатывали трёхфазный переменный ток напряжением 380 В.

### Вооружение
П-35
Основным вооружением крейсеров проекта 58 стал противокорабельный ракетный комплекс (ПКРК) П-35. Он был разработан в ОКБ-52 и являлся версией ПКРК П-6, предназначенного для подводных лодок. От лодочной версии ракета П-35 отличалась несколько меньшими весом и габаритами, а также воздухозаборником с коническим центральным телом. Длина ракеты составила 9,8 м, диаметр — 0,86 м, размах крыла — 2,67 м. Стартовая масса — 4200 кг (по другим данным 4500 кг), маршевая — 3800 кг. Масса боевой части 560 кг, масса ВВ — 405 кг. На крейсерах проекта 58 каждая четвёртая ракета комплектовалась ядерной боевой частью. Предусматривалось три высотных режима полёта — 400, 4000 и 7000 м, дальность стрельбы в зависимости от профиля полёта колебалась от 100 до 300 км. Скорость ракеты была несколько выше звуковой и на большой высоте достигала 1,3 М.
Наведение ракет могло осуществляться как оператором, по одному на каждую ракету, так и в режиме самонаведения. Последний считался резервным, так как не обеспечивал требуемой точности на больших дистанциях. При наведении ракет операторами они следили за ними с помощью антенн РЛС «Бином» и по достижении заданной дальности включали радиолокационную головку наведения ракеты, данные которой передавались оператору. Далее оператор анализировал радиолокационное изображение и либо наводил ракету на выбранную цель сам, либо давал команду на самонаведение после захвата головкой цели. Наличие лишь четырёх антенн СУО «Бином» позволяло сформировать залп лишь из четырёх ракет. Оставшиеся четыре можно было выпустить на режиме самонаведения со значительным снижением точности и дальности.
Ракеты П-35 размещались в счетверённых пусковых установках СМ-70. Эти установки могли поворачиваться в горизонтальной плоскости на 120° в каждую сторону, и подниматься на угол 25° для запуска, на что требовалось 1,5 минуты. Поворот в горизонтальной плоскости совершался со скоростью 5° в секунду. Крейсера давали ракетный залп, находясь бортом к противнику. Такое решение позволяло решить проблему истекающих газов двигателей ракет и обойтись без газоотводных конструкций, а также не требовало обеспечения разворота ракет на цель после старта. С другой стороны, установка получилась слишком тяжёлой и сложной и в дальнейшем в советском ВМФ от поворотных установок ПКР отказались.
Кроме ракет на пусковых установках крейсера проекта 58 имели ещё восемь ракет в погребах, размещённых в надстройках. Однако идея перезарядки огромных ракет в открытом море оказалась неудачной. Эту операцию можно было выполнить лишь при спокойном состоянии моря, но даже в этом случае она занимала более часа. По мнению специалистов, в боевой обстановке крейсер был бы потоплен противником ещё до завершения перезарядки.
М-1 «Волна»
Зенитное вооружение крейсеров проекта 58 было представлено, главным образом, ЗРК М-1 «Волна», являвшийся морским вариантом сухопутной системы С-125. Двухбалочная пусковая установка размещалась в носовой части крейсера, перед ПУ СМ-70 и могла давать до двух залпов в минуту. Система управления «Ятаган» была одноканальной и обеспечивала наведение одной или двух ракет на одну цель. Помимо одноканальности к недостаткам этого ЗРК относили резкое снижение точности стрельбы на больших дистанциях. Общий боезапас ЗРК составлял 16 ракет в двух подпалубных барабанных установках. Ракета В-600 была унифицирована с сухопутным ЗРК и имела следующие характеристики: длина — 5,88 м, стартовая масса — 923 кг, масса боевой части — 60 кг, скорость полёта — 600 м/с. Комплекс мог поражать воздушные цели на дистанциях от 4000 до 15 000 метров и на высотах от 100 до 10 000 метров.
Несмотря на свои недостатки ЗРК М-1 считался вполне надёжным, устанавливался на многих кораблях различных проектов и после серии модернизаций оставался на вооружении до конца XX века. В середине 1960-х годов моряки научились стрелять ракетами этого комплекса по морским целям в пределах радиогоризонта и в периоды обострения международной обстановки надеялись на него как на средство борьбы с кораблями даже больше, чем на П-35, так как он имел на порядок меньшее время реакции. Тем не менее, обеспечить надёжную ПВО даже самого крейсера М-1 «Волна» не мог.
АК-726
Артиллерийское вооружение крейсеров проекта 58 было изначально представлено двумя универсальными спаренными башенными артустановками АК-726, размещёнными в кормовой части крейсера по линейно-возвышенной схеме. Эта установка оказалось единственной артиллерийской системой среднего калибра, принятой на вооружение флота в 1960-х годах. АК-726 была разработана ЦКБ-7 в 1957—1958 годах и прошла государственные испытания в 1962 году. Крейсера проекта 58 стали первыми кораблями флота, вооружёнными этой системой.
Две автоматические пушки калибра 76,2 мм размещались в общей люльке в легкобронированной башне. Скорострельность достигала 90 выстрелов в минуту на один ствол, длина непрерывной очереди достигала 45 выстрелов, после чего требовалось охлаждать ствол водой. Масса снаряда составляла 5,9 кг, дальность стрельбы 15,7 км, досягаемость по высоте — 11 км. Общая масса установки достигала 26 тонн. Серьёзным недостатком проекта стало наличие на крейсерах проекта 58 лишь одной системы МР-105, управлявшей огнём АК-726, поэтому обе установки крейсера могли эффективно действовать лишь по одной цели одновременно. Основной задачей АК-726 стало обеспечение ПВО, а также борьба с малоразмерными морскими целями. В целом, АК-726 не была достаточно эффективной установкой. Для борьбы с реактивными самолётами она имела слишком малую скорострельность и несовершенную систему управления огнём, а слишком лёгкий снаряд препятствовал успешной борьбе с морскими и береговыми целями.
«Смерч-2»
Также крейсера проекта 58 получили реактивную бомбомётную систему «Смерч-2». Она включала в себя пусковую установку РБУ-6000, систему управления стрельбой «Буря» и собственно глубинные бомбы. РБУ-6000 представляла собой 12-ствольную 213-мм пусковую установку, массой 3,1 тонны, стационарно размещённую на палубе корабля. Заряжание производилось механизировано, наведение было дистанционным, с командного пункта. Дальность стрельбы колебалась от 300 до 5800 м. Реактивные глубинные бомбы РГБ-60 имели массу 113 кг, заряд ВВ 23 кг и могли поражать подводные цели на глубинах от 15 до 450 м. Все 12 бомб выпускались за 5 секунд. С учётом весьма скромной дальности обнаружение ГАС «Геркулес-2», дальнобойность РБУ-6000 представлялась вполне достаточной, однако, по сути, этот бомбомёт представлял собой доведённое до совершенства оружие времён Второй мировой войны, недостаточно эффективное против атомных подводных лодок.

## Представители
| Наименование                                                                      | Верфь, Стапельный №         | Верфь, Стапельный № | Заложен         | Спущен на воду | Введён в строй  | Флот                                      | Статус                                                                                           |
| --------------------------------------------------------------------------------- | --------------------------- | ------------------- | --------------- | -------------- | --------------- | ----------------------------------------- | ------------------------------------------------------------------------------------------------ |
| «Грозный»                                                                         | Завод № 190 ССЗ им. Жданова | 780                 | 23 февраля 1960 | 26 марта 1961  | 30 декабря 1962 | СФ ЧФ (с 5 октября 1966) БФ (с 1984)      | Исключён из состава ВМФ — 24 июня 1991 Расформирован — 31 декабря 1992 Разделан на металл — 1993 |
| «Адмирал Фокин» до 31 октября 1962 — «Стерегущий», до 11 мая 1964 — «Владивосток» | Завод № 190 ССЗ им. Жданова | 781                 | 5 октября 1960  | 5 ноября 1961  | 28 ноября 1964  | ТОФ (с лета 1965)                         | Исключён из состава ВМФ — 30 июня 1993 Расформирован — 31 декабря 1993                           |
| «Адмирал Головко» до 18 декабря 1962 — «Доблестный»                               | Завод № 190 ССЗ им. Жданова | 782                 | 20 апреля 1961  | 18 июня 1962   | 30 декабря 1964 | СФ (с 22 января 1965)ЧФ (с 22 марта 1968) | Исключён из состава ВМФ — конец 2002                                                             |
| «Варяг» до 31 октября 1962 — «Сообразительный»                                    | Завод № 190 ССЗ им. Жданова | 783                 | 13 октября 1961 | 7 апреля 1963  | 20 июля 1965    | ТОФ (с 23 сентября 1965)                  | Исключён из состава ВМФ — 19 апреля 1990 Расформирован — 21 мая 1991                             |

## История службы

### «Грозный»
После вступления в строй вошёл в состав Северного флота. Прибыл в Северодвинск с Балтики 6 июля 1962 года. 22 июля 1962 года произвёл в присутствии Н. С. Хрущёва успешный запуск двух ПКР П-35. Осенью 1962 года совершил обратный переход на Балтику, где прошёл второй этап государственных испытаний. 10 августа 1963 года прибыл на постоянное место базирования в Североморск. 25 июля 1965 года принимал участие в морском параде в Ленинграде в честь дня ВМФ, где и был впервые представлен советской общественности.
20 сентября 1966 года прибыл в Севастополь и вошёл в состав Черноморского флота. В этот период неоднократно нёс боевую службу в Средиземном море, посетил ряд зарубежных портов. В 1968 году корабль участвовал в съёмках фильма «Нейтральные воды» (1969), где играл роль крейсера «Горделивый». С 19 июля 1976 года по 25 февраля 1982 года проходил средний ремонт и модернизацию на «Севморзаводе» в Севастополе. Получил новые радиоэлектронное оборудование, также были установлены 4 зенитно-артиллерийских комплексов АК-630М. С 11 июня по 15 сентября 1982 года, во время Ливанской войны, в составе соединения кораблей действовал у берегов Сирии, оказывая поддержку сирийским вооружённым силам.
26 декабря 1983 года прибыл в Балтийск и вошёл в состав Балтийского флота. Занимался боевой подготовкой, нёс боевую службу в Средиземном море в 1985−1986 годах, осуществляя слежение за американскими авианосными группами. 1 апреля 1989 года был поставлен на средний ремонт на судоремонтном заводе № 29 в Лиепае. К середине 1990 года работы на крейсере прекратились. Попыткам отбуксировать «Грозный» в Калининград помешали власти Латвии. 9 июля 1991 года крейсер исключили из списков флота. Корабль продолжал стоять у причала завода, где и затонул в марте 1993 года, вследствие расхищения оборудования мародёрами. Позднее был поднят и разделан на металл.

### «Адмирал Фокин»
После вступления в строй вошёл в состав Тихоокеанского флота, перейдя на место службы летом 1965 года по Северному морскому пути. Нёс боевую службу в Тихом и Индийском океанах. Существенных модернизаций не проходил. 30 июня 1993 года исключён из состава флота и передан на утилизацию.

### «Адмирал Головко»
После вступления в строй вошёл в состав Северного флота. В июне 1967 года, во время боевой службы в Средиземном море, оказывал содействие вооружённым силам Египта. 22 марта 1968 года переведён в состав Черноморского флота. С 4 июня 1982 года по 1 марта 1989 года проходил средний ремонт и модернизацию на «Севморзаводе» в Севастополе. Получил новые радиоэлектронное оборудование, кроме того, были установлены 4 ЗАК АК-630М. Исключён из состава флота в декабре 2002 года. Разобран на металл в Инкермане в 2003—2004 годах.

### «Варяг»
Входил в состав Тихоокеанского флота. Нёс боевую службу в Тихом и Индийском океанах. В ходе третьей индо-пакистанской войны группа кораблей тихоокеанского флота СССР, в состав которой входил и «Варяг», под командованием капитана 1-го ранга Андрея Андреевича Пинчука, обеспечила невмешательство кораблей ВМС США в конфликт на стороне Пакистана. В 1975—1981 годах прошёл средний ремонт и модернизацию на «Дальзаводе» во Владивостоке, с частичной заменой радиоэлектроники и установкой 4 ЗАК АК-630М. 19 апреля 1990 года исключён из состава флота и передан на утилизацию.

## Оценка проекта
Первые в классе ракетных крейсеров специализированной постройки СССР, корабли проекта 58 были вполне революционным дизайном, содержавшим ряд смелых отступлений от старых тенденций. Их наступательное вооружение на момент вступления в строй было весьма мощным и могло обеспечить эффективное выполнение основных боевых задач. При этом корабль был небольшим по размерам, и очень дешёвым для своего значительного боевого потенциала.
Тем не менее, проект имел ряд важных недостатков. Главным из них следует признать слабую защищенность от воздушных атак и полное отсутствие конструктивной защиты. Медленно стреляющий ЗРК «Волна» с одноканальным наведением мог эффективно защищать от атаки только одиночных самолётов и имел недостаточный радиус действия.
Существенным недостатком является также то, что на 8 боеготовых ракет в ПУ имелось только 4 системы телеуправления. Это вынуждало либо делить залп на два последовательных (что сильно сокращало вероятность прохождения ракетами ПВО) либо выпускать половину залпа на самонаведении.
Заложенная же возможность перезарядки оказалась малоприменимой в открытом море из-за больших габаритов ракет.
Построенные в количестве четырёх единиц крейсеры проекта 58 были распределены по трём флотам, что исключало возможность концентрации ударных кораблей и действий крупными, прикрывающими друг друга соединениями.